# Blabomma californicum
Blabomma californicum is een spinnensoort uit de familie van de waterspinnen (Cybaeidae).
De wetenschappelijke naam van de soort werd in 1895 als Chorizomma californicum gepubliceerd door Eugène Simon.